# Mao Zetan
Máo Zétán (毛泽覃, også kaldet Máo Zélín 毛泽淋, stilnavn først Yǒngjú 咏菊, herefter Rùnjú 润菊; 25. september 1905 - 25. april 1935) var den yngste af Mao Zedongs to brødre. Han blev medlem af Kinas kommunistiske parti i 1923. I 1927 deltog han i Nanchangoprøret, hvor han trak sig tilbage sammen med kommunisterne til Jinggangbjergene ved oprørets ophør. I en alder af 29 blev han fangt og henrettet, mens han kæmpede mod Kuomintangs tropper under den Kinesiske sovjetrepublik, hvor han dækkede den store del af den kommunistiske hærs tilbagetrækning under den lange march.

## See også
- Mao Zedong
- Mao Zemin
- Mao Zejian
- Yang Kaihui
- Mao Chuxiong
- Mao Anying